# العشة (صنعاء)

تعديل مصدري - تعديل

العشة هي إحدى قرى مديرية بني حشيش التابعة لمحافظة صنعاء اليمنية، بلغ تعداد سكانها 2524 نسمة حسب الإحصاء الذي جرى عام 2004.